# Р-37
Р-37 (по кодификации НАТО AA-13 «Arrow», буквально «Стрела» или Ризя) — советско-российская ракета класса «воздух—воздух» большой дальности (300 км). (РВВ-БД в экспортном варианте, до 200 км).
В настоящее время является наиболее дальнодействующей управляемой ракетой «воздух-воздух» в мире. Может применяться с истребителей-перехватчиков МиГ-31БМ.
На базе Р-37 разработана ракета «воздух-воздух» большой дальности Р-37М (в экспортном исполнении — РВВ-БД), с двухрежимным РДТТ, усовершенствованной ГСН 9Б-1103М-350 «Шайба» и назначенным сроком службы в 8 лет, которая может применяться с самолёта Су-35 
В 2020 году модификация ракеты Р-37М была интегрирована в комплекс вооружения истребителя пятого поколения Су-57, также прошли испытательные пуски ракеты с борта Су-35С.
Также Р-37М может быть установлена на Су-30СМ2

## Разработка
В начале 1980-х годов начались работы по разработке новой ракеты на основе Р-33, для вооружения истребителя-перехватчика МиГ-31М. 8 апреля 1983 года постановлением Совета Министров СССР заниматься разработкой ракеты было поручено КБ «Вымпел». В том же 1983 году был защищен эскизный проект ракеты, получившей обозначение К-37.
В 1988 году начались испытания ракеты. В первом этапе испытаний было совершено 10 автономных баллистических пусков ракеты без системы управления. В 1989 году было совершено 6 пусков. 4 пуска ракет без системы наведения — под управлением автопилота по заданной программе. 2 пуска ракеты дальнего радиуса действия с системой наведения. В 1997 году закончились испытания.
В марте 1992 году ракета была впервые представлена общественности в рамках Минского показа новой авиационной техники. Ракеты демонстрировались на подфюзеляжной подвеске перехватчиков МиГ-31М. В апреле 1994 года президент России Борис Николаевич Ельцин поздравил создателей ракеты с поражением воздушной цели на рекордной дальности в 304 км.
В 1997 году Россией было принято решение отказаться от украинских компонентов и разработать систему наведения с использованием исключительно российских компонентов. Разработка новой системы наведения и экономическая ситуация в России замедлили создание ракеты.
В процессе модернизации ракета получила новое обозначение — Р-37М (в экспортном исполнении — РВВ-БД). Визуально ранняя Р-37 от Р-37М (РВВ-БД) отличается:
- укороченным на 14 см головным отсеком;
- изменённой формы головным отсеком с радиопрозрачным обтекателем;
- складывающимися верхними рулями-стабилизаторами[7]

В качестве экспортного варианта была впервые продемонстрирована на авиасалоне МАКС-2011.

## Тактико-технические характеристики
- Максимальная дальность пуска в ППС: 200 км (300 км у Р-37М[8]) Минимальная дальность пуска в ЗПС: 1 км
- Скорость полёта: 6М (гиперзвуковая скорость)
- Скорость полёта поражаемых целей, км/ч: до 2500[9]
- Аэродинамическая схема: нормальная с крылом малого удлинения и большой хордой
- Центровка: динамически неустойчивая
- Длина ракеты: 4,20 м (РВВ-БД и Р-37М — 4,06 м)
- Диаметр фюзеляжа: 0,38 м
- Стартовая масса: 600 кг
- Боевая часть: осколочно-фугасная массой 60 кг[10]
- Система наведения: инерциальная с радиокоррекцией и активным радиолокационным самонаведением на конечном участке траектории, головка наведения 9Б-1388
- Дальность захвата ГСН (в ППС), км: 30

## Боевое применение
Р-37 применялась с МиГ-31БМ, в ходе войны России с Украиной.

## Сравнение с аналогами
| Название, индекс | Страна        | Статус                                                 | Максимальная дальность, км | Год принятия на вооружение | Масса (стартовая / боевой части), кг | Количество ступеней | Носители                 | Изображение |
| ---------------- | ------------- | ------------------------------------------------------ | -------------------------- | -------------------------- | ------------------------------------ | ------------------- | ------------------------ | ----------- |
| AIM-47 Falcon    | США           | На вооружение не принималась                           | 210                        |                            | 360 / ?                              | 1                   | YF-12                    |             |
| AAM-N-10 Eagle   | США           | На вооружение не принималась                           | 200                        |                            | 582 / 75                             | 2                   | F6D                      |             |
| AIM-54 Phoenix   | США           | В настоящее время стоит на вооружении только ВВС Ирана | 184                        | 1974                       | 460 / 60,75                          | 1                   | F-14                     |             |
| Р-33             | СССР · Россия | Эксплуатируется                                        | 160                        | 1981                       | 490 / 47                             | 1                   | МиГ-31                   |             |
| Р-37             | СССР · Россия | Эксплуатируется                                        | 200/300                    | 1989                       | 600 / 60                             | 1                   | МиГ-31, Су-27, Су-35     |             |
| AIM-152 AAAM     | США           | На вооружение не принималась                           | 270                        | [ 17 ]                     | 172 / 22,7                           | 1                   | F-15, F-22               |             |
| КС-172           | Россия        | В разработке (лётные испытания)                        | 400                        |                            | 750 / 50                             | 2                   | Су-30МК, Су-35/БМ, Су-57 |             |